# Emma Norsgaard Jørgensen
Emma Cecilie Norsgaard Jørgensen  (conocida como Emma Norsgaard; Silkeborg, 26 de julio de 1999) es una deportista danesa que compite en ciclismo en la modalidad de ruta. Su hermano Mathias también es ciclista profesional.
Ganó una medalla de bronce en el Campeonato Europeo de Ciclismo en Ruta de 2020, en la prueba de ruta sub-23.

## Medallero internacional
| Campeonato Europeo | Campeonato Europeo | Campeonato Europeo | Campeonato Europeo |
| Año                | Lugar              | Medalla            | Competición        |
| ------------------ | ------------------ | ------------------ | ------------------ |
| 2020               | Plouay (Francia)   | Medalla de bronce  | Ruta sub-23        |

## Palmarés
2016
- Campeonato de Dinamarca en Ruta

2018
- 2.ª en el Campeonato de Dinamarca en Ruta

2020
- 1 etapa de la Setmana Ciclista Valenciana
- Campeonato de Dinamarca en Ruta
- 3.ª en el Campeonato Europeo en Ruta sub-23

2021
- Festival Elsy Jacobs, más 2 etapas
- 1 etapa del Tour de Turingia femenino
- Campeonato de Dinamarca Contrarreloj
- 2.ª en el Campeonato de Dinamarca en Ruta
- 1 etapa del Giro de Italia Femenino

2022
- Le Samyn
- Campeonato de Dinamarca Contrarreloj
- 2.ª en el Campeonato de Dinamarca en Ruta
- Kreiz Breizh Elites

2023
- Campeonato de Dinamarca Contrarreloj
- 1 etapa del Tour de Francia Femenino

2024
- Campeonato de Dinamarca Contrarreloj
- 3.ª en el Campeonato de Dinamarca en Ruta

2025
- 2.ª en el Campeonato de Dinamarca Contrarreloj

## Equipos
- Bigla/Paule Ka (2018-2020)
  - Cérvelo-Bigla Pro Cycling (2018)
  - Bigla Pro Cycling (2019)
  - Bigla-Katusha (2020)
  - Équipe Paule Ka (2020)
- Movistar Team (2021-2024)
- Lidl-Trek (2025-)